# Vidvajne, Kirovske
Vidvajne (în ucraineană Відважне) este un sat în comuna Pervomaiske din raionul Kirovske, Republica Autonomă Crimeea, Ucraina.

## Demografie
Componența lingvistică a localității Vidvajne
     Rusă (67,34%)
     Tătară crimeeană (22,51%)
     Ucraineană (8,12%)
     Belarusă (1,11%)
     Alte limbi (0,18%)
Conform recensământului din 2001, majoritatea populației localității Vidvajne era vorbitoare de rusă (67,34%), existând în minoritate și vorbitori de tătară crimeeană (22,51%), ucraineană (8,12%) și belarusă (1,11%).